# 日本事務器
日本事務器株式会社（にっぽんじむき、英： Nippon Jimuki Co.,Ltd.）は、東京都渋谷区に本社を置く、システムインテグレーター。

## 概要
1924年に創業。創業当時は計算機やタイプライター等の事務機器の販売が主な業務だったが、現在は各種コンサルティングから、システム企画・構築、導入後の運用・保守に至るまでトータルにソリューション＆サービスを提供している。
得意分野は医療・福祉、公共・文教・自治体、中堅・中小企業向けの各種ソリューション。システム環境の変化に合わせた技術活用とサービス提供に注力しており、近年ではクラウドを活用した顧客へのサービス事業を展開している。

## 沿革
- 1924年（大正13年）2月 - 日本事務器商会として創業。主要取扱事務機器は、計算機、タイプライタ、タイムレコーダ、複写機、貨幣計数器等。
- 1929年（昭和4年）- 国産初のビジブルレコーダバイデキス開発･発売。
- 1948年（昭和23年）- 株式会社に改組（資本金150万円）。
- 1952年（昭和27年）-「ニデカタイムレコーダ」を発売。
- 1958年（昭和33年）- 自治体及び各府県委嘱により地方自治体の事務改善指導を計画･実施。
- 1961年（昭和36年）- NECと提携、国産初の「NEAC」超小型電子計算機取扱決定。
- 1972年（昭和47年）- 資本金を1億2,000万円に増資。
- 1974年（昭和49年）- 資本金3億円に増資。
- 1983年（昭和58年）- NECパーソナルコンピュータ（PC‐9800）発売。
- 1985年（昭和60年）- 医療総合情報システムMAPS-V開発･発売。
- 1992年（平成4年）- 医療オーダリングシステム発売。
- 1994年（平成6年）- NECサーバExpress5800シリーズ発売。
- 1995年（平成7年）- 業務パッケージWinPACシリーズ開発･発売。
- 1996年（平成8年）
  - 会社ホームページを開設。
  - 医療総合情報システム「MAPS21」を開発、発売。
  - 統合福祉情報システム「Welトピアシリーズ」を開発、発売。

- 1999年（平成11年）
  - 統合ヘルプデスクセンターを開設。
  - 技術サービス部門がISO 9002認証取得。

- 2000年（平成12年）- 国産ERPパッケージ「CORE Plus」を開発、発売。
- 2001年（平成13年）
  - 営業・システム部門がISO 9001認証を取得。
  - 学校事務システム「Campus CORE21」を開発、発売。
  - 「行政総合ソリューション21」を開発、発売。

- 2003年（平成15年）- プライバシーマーク認証取得。
- 2004年（平成16年）
  - 環境マネジメントシステムISO 14001認証取得。
  - IPサービス事業を開始。
  - 資本金3.6億円に増資。
  - 学生･教職員向けWebポータルシステム「Campus@Venue」を開発、発売。
  - 介護保険統合システム「Webウェルトピアシリーズ」を開発、発売。

- 2005年（平成17年）
  - セキュリティソリューション「Seplus」を開始。
  - 進化型ERP「Core Plus qbic」を発表。
  - 医療システム「MAPS/ORDER」を発売。
  - 地域包括支援センターネットワークシステムを発売。
  - IPトータルソリューション「recipe」を開始。

- 2006年（平成18年）
  - 通信販売業務支援パッケージ「CORE Plus qbic DirectOne」発売。
  - 大学向けWebサービスパッケージ「CampusAvenue」を発表。
  - オフィス用品ショップのWebサイト「あっとゆ～ま！」を開設。
  - 中小・中堅企業向けサービス「Seplusクラブ」を開始。
  - 食品製造・卸業向けERP「CORE Plus qbic food」を発表。

- 2007年（平成19年）
  - 電子カルテシステム「MI・RA・Is/Ex」発売。
  - NEC基幹業務パッケージ「EXPLANNER/Ai」の取扱を開始。

- 2008年（平成20年）
  - ヘルスプラン作成支援システム「Healthcare Master」を発売。
  - 食品安全マネジメントシステム構築ソリューション「Hazard Master」の取扱を開始。

- 2009年（平成21年）
  - 医療事務システム「MAPSIBARS」発売。
  - 新総合健康管理システム「CARNAS」発売。
  - 入出荷検品システム「CORE Plus qbic ePick」発売。
  - クラウドサービス「Google Apps」の取扱いを開始。

- 2010年（平成22年）
  - 介護保険業務支援システム「EHRLINKほのぼのNEXT」を発表。
  - 共用データベースサービス「PHRMAKER」発表。
  - SaaS型ウイルス対策サービス「ウイルスバスタービジネスセキュリティサービスあんしんプラス」発表。

- 2011年（平成23年）
  - クラウド型CRMアプリケーション「Salesforce CRM」取扱開始。
  - 小規模病院向けSaaS型電子カルテサービス「MegaOakSR For SaaS」発売。

- 2012年（平成24年）
  - クラウド型大学図書館情報システム「ネオシリウス・クラウド｣販売開始。
  - 中堅・中小企業向け統合業務システム「CORE Plus NEO（コアプラスネオ）」を販売開始。
  - SaaS型サーバ脆弱性対策サービス 「ServerVirtualPatchあんしんプラス｣の販売開始。
  - クラウド型運用支援サービス｢Ezharness｣を販売開始。
  - SaaS型URLフィルタリングサービス ｢WebFilteringあんしんプラス｣を販売開始。

## グループ会社
- 日本事務器シェアードサービス株式会社
- NJCネットコミュニケーションズ株式会社
- NJCソフトウェア株式会社
- 株式会社メディカル情報サービス